# Terence O’Brien
Terence Noel O’Brien (ur. 23 grudnia 1906 w Thanet, zm. 19 grudnia 1982 w Sutton) – brytyjski wioślarz, srebrny medalista olimpijski. 
Wystąpił na igrzyskach olimpijskich w Amsterdamie w 1928 roku, gdzie wspólnie z Robertem Nisbetem zdobył srebrny medal w dwójkach bez sternika. Do złotych medalistów, Niemców, Brytyjczycy stracili 2,4 sekundy. Był to jego jedyny start olimpijski.
Ponadto wywalczył złoty medal w ósemkach na igrzyskach Imperium Brytyjskiego w Hamilton w 1930.